# Pachynemertes obesa
Pachynemertes obesa är en djurart som tillhör fylumet slemmaskar, och som beskrevs av Ernest F. Coe 1936. Pachynemertes obesa ingår i släktet Pachynemertes och familjen Pachynemertidae. Inga underarter finns listade i Catalogue of Life.